# نورد- بيفيلاند
نورد- بيفيلاند Noord-Beveland  هي مدينة وبلدية بمقاطعة زيلند جنوب هولندا.

## طوبوغرافيا
خريطة طوبوغرافية هولندية لبلدية نورد- بيفيلاند، يونيو 2015، (تقرأ بعد ثلاث نقرات على الخريطة).

## وصلات خارجية
- الموقع الرسمي (بالهولندية)